# Rio Hangu
O Rio Hangu é um rio da Romênia, afluente do Bistriţa, localizado no distrito de Neamţ.